# Final Fantasy: The Spirits Within (colonna sonora)
Final Fantasy: The Spirits Within è la colonna sonora dell'omonimo film, composta da Elliot Goldenthal.

## Tracce
1. The Spirit Within
2. Race To Old New York
3. The Phantom Plains
4. Code Red
5. The Kiss
6. Entrada
7. Toccata And Dreamscapes
8. Music For Dialogues
9. Winged Serpent
10. Zeus Cannon
11. Flight To The Wasteland
12. A Child Recalled
13. The Eighth Spirit
14. Dead Rain
15. Blue Light
16. Adagio And Transfiguration
17. The Dream Within
18. Spirit Dreams Inside

## Musicisti
- Elliot Goldenthal – compositore
- Teese Gohl – arrangiamenti
- London Symphony Orchestra – performer
- London Voices – performer
- Dirk Brossé – direttore d'orchestra
- Dave Heath – flauto
- Richard Martínez - produttore musicale

"The Dream Within"
- Elliot Goldenthal – compositore
- Teese Gohl – arrangiamenti
- Richard Rudolph – testi
- Lara Fabian – performer

"Spirit Dreams Inside"
- Hyde – compositore, testi
- L'Arc~en~Ciel – arrangiamenti, performer
- Hajime Okano – arrangiamenti
- Lynne Hobday – traduzioni